# Xanthidae
Los xántidos (Xanthidae) es una familia de cangrejos. Son a menudo de colores vivos y son venenosos, conteniendo toxinas que no pueden ser destruidas por cocción y para las cuales no existe antídoto conocido. Las toxinas son similares a la tetradotoxina y saxitoxina producidas por el pez globo, y pueden ser generadas por bacterias del género Vibrio viviendo en si simbiosis con los cangrejos, principalmente la V. alginolyticus y V. parahaemolyticus.

## Clasificación
Muchas especies incluidas inicialmente en la familia Xanthidae se han trasladado a otras familias. A pesar de esto, Xanthidae es todavía la mayor familia de cangrejos en términos de riqueza de especies, con 572 especies en 133 géneros divididos entre trece subfamilias:
- Actaeinae Alcock, 1898
  - Actaea De Haan, 1833
  - Actaeodes Dana, 1851
  - Actaeops † Portell & Collins, 2004
  - Allactaea Williams, 1974
  - Epiactaea Serène, 1984
  - Epiactaeodes Serène, 1984
  - Forestia Guinot, 1976
  - Gaillardiellus Guinot, 1976
  - Heteractaea Lockington, 1877
  - Lobiactaea T. Sakai, 1983
  - Meractaea Serène, 1984
  - Novactaea Guinot, 1976
  - Odhneria T. Sakai, 1983
  - Paractaea Guinot, 1969
  - Paractaeopsis Serène, 1984
  - Phlyctenodes † A. Milne-Edwards, 1862
  - Platyactaea Guinot, 1967
  - Psaumis Kossmann, 1877
  - Pseudactaea Serène, 1962
  - Pseudoliomera Odhner, 1925
  - Pseudophlyctenodes † Busulini, Tessier & Beschin, 2006
  - Rata Davie, 1993
  - Serenius Guinot, 1976
- Antrocarcininae Ng & D. G. B. Chia, 1994
  - Antrocarcinus Ng & D. G. B. Chia, 1994
  - Cyrtocarcinus Ng & D. G. B. Chia, 1994
  - Glyptocarcinus Takeda, 1973
- Chlorodiellinae Ng & Holthuis, 2007
  - Chlorodiella Rathbun, 1897
  - Cyclodius Dana, 1851
  - Garthiella Titgen, 1986
  - Liocarpiloides Klunzinger, 1913
  - Pilodius Dana, 1851
  - Sulcodius P. F. Clark & Ng, 1999
  - Tweedieia Ward, 1935
  - Vellodius Ng & Yang, 1998
- Cymoinae Alcock, 1898
  - Cymo De Haan, 1833
- Etisinae Ortmann, 1893
  - Etisus H. Milne-Edwards, 1834
  - Paraetisus Ward, 1933
- Euxanthinae Alcock, 1898
  - Alainodaeus Davie, 1993
  - Batodaeus Vázquez-Bader & Gracia, 2004
  - Carpoporus Stimpson, 1871
  - Cranaothus Ng, 1993
  - Crosnierius Serène & Vadon, 1981
  - Danielea Ng & P. F. Clark, 2003
  - Edwardsium Guinot, 1967
  - Epistocavea Davie, 1993
  - Euxanthus Dana, 1851
  - Guinotellus Serène, 1971
  - Hepatoporus Serène, 1984
  - Hypocolpus Rathbun, 1897
  - Ladomedaeus Števčić, 2005
  - Lipaesthesius Rathbun, 1898
  - Medaeops Guinot, 1967
  - Medaeus Dana, 1851
  - Miersiella Guinot, 1967
  - Monodaeus Guinot, 1967
  - Olenothus Ng, 2002
  - Palatigum Davie, 1997
  - Paramedaeus Guinot, 1967
  - Pleurocolpus Crosnier, 1995
  - Pseudomedaeus Guinot, 1968
  - Rizalthus Mendoza & Ng, 2008
  - Visayax Mendoza & Ng, 2008
- Glyptoxanthinae Mendoza & Guinot, 2011 [4]
  - Glyptoxanthus A. Milne-Edwards, 1879
- Kraussiinae Ng, 1993
  - Garthasia Ng, 1993
  - Kraussia Dana, 1852
  - Palapedia Ng, 1993
- Liomerinae T. Sakai, 1976
  - Actiomera Ng, Guinot & Davie, 2008
  - Bruciana Serène, 1977
  - Liomera Dana, 1851
  - Meriola Davie, 1993
  - Neoliomera Odhner, 1925
  - Neomeria † C.-H. Hu & Tao, 1996
  - Paraliomera Rathbun, 1930
- Polydectinae Dana, 1851
  - Lybia H. Milne-Edwards, 1834
  - Polydectus H. Milne-Edwards, 1837
- Speocarcininae Števčić, 2005
  - Speocarcinus Stimpson, 1859
- Xanthinae MacLeay, 1838
  - Cataleptodius Guinot, 1968
  - Coralliope Guinot, 1967
  - Cycloxanthops Rathbun, 1897
  - Demania Laurie, 1906
  - Ectaesthesius Rathbun, 1898
  - Epixanthops Serène, 1984
  - Eucratodes A. Milne-Edwards, 1880
  - Euryxanthops Garth & Kim, 1983
  - Garthiope Guinot, 1990
  - Gaudichaudia Rathbun, 1930
  - Gonopanope Guinot, 1967
  - Guitonia Garth & Iliffe, 1992
  - Jacforus Ng & P. F. Clark, 2003
  - Juxtaxanthias Ward, 1942
  - Lachnopodus Stimpson, 1858
  - Leptodius A. Milne-Edwards, 1863
  - Liagore De Haan, 1833
  - Linnaeoxanthus Števčić, 2005
  - Lioxanthodes Calman, 1909
  - Macromedaeus Ward, 1942
  - Marratha Ng & P. F. Clark, 2003
  - Megametope Filhol, 1886
  - Megamia † Karasawa, 1993
  - Melybia Stimpson, 1871
  - Metaxanthops Serène, 1984
  - Metopoxantho † De Man, 1904
  - Microcassiope Guinot, 1967
  - Micropanope Stimpson, 1871
  - Nanocassiope Guinot, 1967
  - Nectopanope Wood-Mason & Alcock, 1891
  - Neolioxantho Garth & Kim, 1983
  - Neoxanthias Ward, 1932
  - Neoxanthops Guinot, 1968
  - Orphnoxanthus Alcock, 1896
  - Ovatis Ng & H.-I. Chen, 2004
  - Palaeoxanthops † Karasawa, 1993
  - Paraxanthias Odhner, 1925
  - Paraxanthodes Guinot, 1968
  - Paraxanthus Lucas, 1844
  - Xanthias Rathbun, 1897
  - Xantho Leach, 1814
  - Xanthodius Stimpson, 1859
- Zalasiinae Serène, 1968
  - Banareia A. Milne-Edwards, 1869
  - Calvactaea Ward, 1933
  - Zalasius Rathbun, 1897
- Zosiminae Alcock, 1898
  - Atergatis De Haan, 1833
  - Atergatopsis A. Milne-Edwards, 1862
  - Lophozozymus A. Milne-Edwards, 1863
  - Paratergatis T. Sakai, 1965
  - Platypodia Bell, 1835
  - Platypodiella Guinot, 1967
  - Pulcratis Ng & Huang, 1977
  - Zosimus Leach, 1818
  - Zozymodes Heller, 1861
- Incertae sedis
  - Haydnella † Müller, 1984
  - Nogarolia † Beschin, Busulini, De Angeli & Tessier, 1994
  - Sculptoplax † Müller & Collins, 1991